# Южноуральск (станция)
Южноура́льск — станция южного пригородного направления Южно-Уральской железной дороги РЖД, расположена в городе Южноуральск (Челябинская область, Россия). В день до областного центра курсировали до 5 пар электропоездов. При этом в сторону Челябинска 2 электропоезда в день следовали через станцию Полетаево, а 3 — через станцию Дубровка. В сторону Южноуральска все электропоезда следовали через Дубровку. С 1 января 2012 года из-за сокращения издержек регионального бюджета ОАО «Южно-Уральская пригородная пассажирская компания» уменьшила число вагонов с шести до четырёх на поездах № 6817/6826; № 6805/6822; № 6827/6804 Челябинск — Южноуральск, а к концу того же года пассажирское сообщение было прекращено. На 25 марта 2024 года намечено восстановление пассажирского сообщения — будет запущена 1 пара поездов в сутки через станцию Смолино, отправляясь утром в Челябинск, а вечером в Южноуральск.
Используется для обслуживания промышленных предприятий Южноуральска: АИЗ, ЗМК, РМЗ и других. Ежемесячно объём погрузки составляет 6 тысяч тонн.